# Josef Danhauser
Josef Danhauser (19. srpna 1805 Vídeň - 4. května 1845 Vídeň) byl rakouský malíř, jeden z představitelů Biedermeieru.

## Život
Josef Danhauser se narodil jako nejstarší syn rakouského sochaře a výrobce nábytku Josefa Ulricha Danhausera a Johanny rozené Lambertové. První malířské lekce získal od svého otce a od roku 1824 na vídeňské Akademii výtvarných umění. Studoval u Johanna Petera Kraffta. Svou první výstavu uskutečnil v roce 1826.
Na pozvání benátského patriarchy Jana Ladislava Pyrkera navštívil v roce 1826 Benátky, kde mohl studovat díla italských mistrů. Do Vídně se vrátil v roce 1827. 27. března 1827 spolu s jeho kolegou Johannem Matthiasem Ranftlem vytvořili posmrtnou masku Ludwiga van Beethovena, přibližně 12 hodin po jeho smrti . Danhauser namaloval také akvarel znázorňující Beethovenovo smrtelné lože. V roce 1828 strávil nějaký čas v Egeru, kam byl pozván arcibiskupem Pyrkerem, aby pro něj namaloval obrazy do arcidiecézní galerie .
Po smrti Danhauserova otce v roce 1829 zanechal na nějakou dobu malířské činnosti a spolu se svými bratry se věnoval chodu otcovy továrny na výrobu nábytku. V roce 1833 byl opět pozván arcibiskupem Pyrkerem do Egeru, kde pro egerskou baziliku namaloval obraz umučení svatého Jana. C roce 1838 byl dosazen na pozici prorektora Akademie výtvarných umění ve Vídni a oženil se s Marií Streitovou, dcera lékaře, se kterou měl tři děti: Josefa (*1839), Marii (*1841) a Julii (*1843). S jeho adoptovanou neteří se oženil mallíř Johann Friedrich Treml (1816-1852).
V roce 1841 získal Danhauser místo profesora historické malby, ale tuto pozici opustil a spolu s vídeňským továrníkem a mecenášem umění Rudolfem von Arthaberem se vydal na cestu po Německu a Nizozemí.
V roce 1845 zemřel na tyfus[nepřesný odkaz] ve Vídni. Pohřben byl na hřbitově Hundsturmer Friedhof (dnešní Haydnův park), odkud byl později přesunut  na vídeňský ústřední hřbitov. V roce 1862 po něm byla ve Vídni pojmenována ulice.

## Dílo
- Rudolf von Habsburg und der Einsiedler in der Kapelle von Lilienfeld (Budapešť, Muzeum krásných umění, Inv. č. 3024), 1825, olej na plátně, 72,7 × 58,8 cm
- Wallenstein ersticht sich im Zelte Ottokars – Szene aus Pyrkers Rudolphias (Budapešť, Muzeum krásných umění, Inv. č. 151.B), 1825, olej na plátně, 59 × 73,8 cm
- Ottokar erklärt Rudolf auf dem Turnierplatz mitten im Sturm den Krieg (Muzeum města Vídně, Inv. č. 12.868), 1825, olej na plátně, 60,3 × 74,1 cm
- Das Scholarenzimmer eines Malers (Vídeň, Belvedere, Inv. č. 2109), 1828, olej na plátně, 40 × 52 cm
- Komische Szene in einem Maleratelier (Vídeň, Belvedere, Inv. č. 2552), 1829, olej na plátně, 36,5 × 49,5 cm
- Bildnis eines Knaben (Muzeum města Vídně, Inv. č. 117.466), 1829, olej na plátně, 42 × 34,5 cm
- Porträt Ladislaus Pyrkers (Vídeň, Belvedere, Inv. č. 4030), olej na papíře, 32 × 26 cm oval
- Maleratelier mit Jeanne d’Arc (Budapešť, Muzeum krásných umění, Inv. č. 3044), 1830, olej na plátně, 78 × 103,5 cm
- Selbstporträt (Muzeum města Vídně, Inv. č. 13.940), 1830–35, olej na dřevu, 23,3 × 20 cm
- Die Schlafenden (Budapešť, Muzeum krásných umění, Inv. č. 3051), 1831, olej na plátně, 68,5 × 51 cm
- Ottokars Tod (Budapešť, Muzeum krásných umění, Inv. č. 3055), 1832, olej na plátně, 103,5 × 84,5 cm
- Der letzte Kampf zwischen Rudolf und Ottokar (Budapešť, Muzeum krásných umění, Inv. č. 3021), 1832, olej na plátně, 58,5 × 69,5 cm
- Porträt der Frau von Streit, der Schwiegermutter des Künstlers (Linz, Oberösterreichisches Landesmuseum, Inv. č. KA 19), 1833, olej na plátně, 92 × 71,5 cm
- Abraham verstößt Hagar (Vídeň, Belvedere, Inv. č. 2553), 1833, olej na plátně
- Das Bekenntnis (Muzeum města Vídně, Inv. č. 16.698), 1834, olej na plátně, 128 × 96 cm
- Die Frau des Fischers mit ihrem Kinde (soukromá sbírka), 1835, olej na dřevu, 41 × 49 cm
- Der reiche Prasser (Vídeň, Belvedere, Inv. č. 2087), 1836, olej na plátně, 85,5 × 133 cm
- Der abgewiesene Freier (Muzeum města Vídně, Inv. č. 10.140), 1836, olej na dřevu, 63 × 48,6 cm
- Die Frau des Fischers am Meeresufer (Vídeň, Belvedere, Inv. č. 6166), 1837, olej na dřevu, 39,5 × 48,5 cm
- Der Augenarzt (Muzeum města Vídně, Inv. č. 48.679), 1837, olej na plátně, 94 × 125 cm
- Die Klostersuppe (Vídeň, Belvedere, Inv. č. 2088), 1838, olej na dřevu, 85,5 × 130 cm
- Das Lotterielos (Muzeum města Vídně, Inv. č. 17.187), 1838, olej na plátně, 88,5 × 71 cm
- Die Testamentseröffnung (Vídeň, Belvedere, Inv. č. 2086), 1839, olej na dřevu, 95 × 119 cm
- Der Pfennig der Witwe (Salzburg, Residenzgalerie, Inv. č. 595), 1839, olej na plátně, 97 × 127 cm
- Die Schachpartie (Vídeň, Belvedere), 1839, olej na plátně, 135 × 175 cm
- Die Mutterliebe (Vídeň, Belvedere, Inv. č. 280), 1839, olej na plátně, 50,7 × 42 cm
- Wein, Weib und Gesang (Vídeň, Belvedere), 1839
- Die Zeitungsleser (Vídeň, Belvedere, Inv. č. 2554), 1840, olej na dřevu, 21 × 17 cm
- Der Astronom Karl Ludwig Edler von Littrow und Gattin Auguste geb. Bischoff (Muzeum města Vídně, Inv. č. 77.753), 1841, olej na kartonu, 50 × 38 cm
- Die Hundekomödie (Muzeum města Vídně, Inv. č. 33.163), 1841, olej na dřevu, 60,3 × 65,8 cm
- Die Romanlektüre (München, Galerie Grünwald), 1841, olej na plátně, 63 × 78,8 cm
- Madame Lenormand weissagt der Kaiserin Josephine die Trennung von Napoleon (ztraceno), 1841, olej na dřevu, 74 × 83 cm
- Das Kind und seine Welt (Muzeum města Vídně, Inv. č. 16.640), 1842, olej na dřevu, 22,6 × 29 cm
- Die kleinen Virtuosen (Vídeň, Belvedere, Inv. č. 6071), 1843, olej na kartonu, 40 × 36,5 cm
- Das A-B-C (Muzeum města Vídně, Inv. č. 30.846), 1843, olej na dřevu, 38,5 × 35,5 cm
- Die Brautwerbung (soukromá sbírka), 1844, olej na dřevu, 45 × 57 cm
- Der Gottscheer Junge (soukromá sbírka), 1844, olej na dřevu
- Bildnis Franz von Schober (Muzeum města Vídně, Inv. č. 56.421), 1844, olej na dřevu, 16 × 13 cm
- Die aufgehobene Zinspfändung (Linz, Oberösterreichisches Landesmuseum, Inv. č. G 2033), 1844, olej na dřevu, 90 × 108 cm
- Die Dorfpolitiker (Vídeň, Městská galerie), 1844, olej na dřevu, 36 × 40,6 cm
- Das Stiegenweibchen (Vídeň, Kunsthandlung Hassfurther), 1845, olej na dřevu, 42 × 33,5 cm
- Franz Stelzhamer (Linz, Oberösterreichisches Landesmuseum, Inv. č. G 681), 1845, olej na plátně, 74 × 60 cm
- Franz Danhauser, der Bruder des Künstlers (Muzeum města Vídně, Inv. č. 71.809), 1845, olej na kartonu, 34,3 × 27,2 cm